# Антиквариум
Антиквариум — российский антикварный аукционный дом и существующая при нём художественная галерея. Специализируется на продаже живописи и графики, антикварных книг и автографов, предметов декоративно-прикладного искусства, фотографий, икон и так далее.

## История
Аукционный дом «Антиквариум» был открыт в 2013 году.
На первых торгах «Редкие и ценные книги известного собрания», состоявшихся 16 ноября 2013 года в «Метрополе», было продано более 80 % лотов на сумму, превышающую 2.000.000 долларов.
Не меньший ажиотаж у участников антикварного рынка вызвал аукцион «Всемирный путешествователь», на котором была представлена уникальная по своей полноте коллекция книг XVIII—XX века по географии и путешествиям. Торги состоялись 15 ноября 2014 года.
В 2015 году на одном из аукционов «Антиквариума» было представлено первое издание драмы Леонида Андреева «Царь-голод» с вклеенным в книжный блок рукописным письмом писателя с размышлениями о своём творчестве. Лот был приобретён губернатором Орловской области Вадимом Потомским и передан в дар орловскому дому-музею одного из основоположников экспрессионизма в русской литературе.
В том же 2015 году «Антиквариум» открыл новое направление для аукционного рынка, впервые в России предложив на торги коллекцию самиздата и неофициального искусства.

я предположила, что коллекционерам должна быть интересна неофициальная литература по простой причине — любой собиратель ценит книги, существующие в считаных экземплярах. Если мыслить по аналогии: книги русских футуристов, какое-нибудь «Танго с коровами», первые издания Крученых или Маяковского, которые выходили мизерными тиражами, расписывались самими поэтами и художниками, стоили недорого. А потом стали стоить тысячи — если не десятки тысяч — долларов… Если, например, ленинградский журнал «Часы» печатался в 8 экземплярах, то есть в двух закладках пишущей машинки, и там состоялись первые публикации ныне известных писателей и поэтов, издание наверняка будет представлять коллекционный интерес— Ольга Хрусталева, куратор аукционных коллекций «Антиквариума»
.
2016 год ознаменовался тематическим открытием — впервые на аукционе в России была представлена коллекция «Иосиф Бродский и его окружение. Автографы и фотографии из собрания друзей и коллег», как дань памяти 20-летней годовщине смерти поэта.
В начале 2018 года состоялся аукцион, на котором была представлена коллекция нью-йорского ресторана «Русский Самовар», совладельцами которого являлись Иосиф Бродский, Михаил Барышников и Роман Каплан. Архив был приобретён известным российским предпринимателем Александром Мамутом. Некоторые лоты вскоре были показаны на премьере фильма Алексея Германа-младшего «Довлатов».
15 декабря 2018 года на юбилейных, 50-х по счёту, торгах «Антиквариума» были представлены детские письма, стихотворения и рисунки Сергея Довлатова, сохранившиеся в архиве одного из одноклассников прозаика.
В ноябре 2019 года в «Антиквариуме» проходила выставка иллюстраций Михаила Зичи к «Герою нашего времени» Михаила Лермонтова, о местонахождении которых не было известно с конца XIX века. На вернисаже присутствовали представители посольства Венгрии и потомки рода Лермонтовых.
В начале 2020 года «Антиквариум» провёл первую в Москве выставку Олега Григорьева, на которой было представлено свыше 80-ти живописных и графических работ поэта, в том числе «Пожарный щит», в 1975 году экспонировавшийся на крупнейшей выставке ленинградских нонконформистов в ДК «Невский».
16 мая 2020 года на торгах «Антиквариума» был представлен архив графини Елены Щаповой де Карли. Большой интерес вызвали артефакты, связанные с Эдуардом Лимоновым — в частности, одно из рукописных писем писателя, датированное 1979 годом, было продано за 1.250.000 рублей.
"Аукционные торги с предметами из личных архивов известных деятелей культуры стали визитной карточкой «Антиквариума».